# Zerotulidae
Famille
Les Zerotulidae sont une famille de mollusques marins de la classe des gastéropodes et de l'ordre des Littorinimorpha.

## Historique
La famille des Zerotulidae est décrite en 1996 par Anders Herman Warén & Stefan Hain (d),. 

## Liste des genres
Selon WoRMS en 2025, le nombre de genres est de cinq :
- Dickdellia Warén & Hain, 1996
- Frovina Thiele, 1912
- Pseudonatica Simone, 2018
- Trilirata Warén & Hain, 1996
- Zerotula Finlay, 1926